# Fendioksan
Fendioksan je  antagonist α1-adrenergičkog receptora.